# 백아 (가수)
백아(1995년 7월 14일 ~ )는 대한민국의 가수이다.

## 방송
- 청춘스타 (2022) - Top41

## 피처링
- 전현재 <all I want> (2019)